# Parallelia glaphyra
Parallelia glaphyra är en fjärilsart som beskrevs av Louis Beethoven Prout 1927. Parallelia glaphyra ingår i släktet Parallelia och familjen nattflyn. Inga underarter finns listade i Catalogue of Life.